# Castel Lamberto

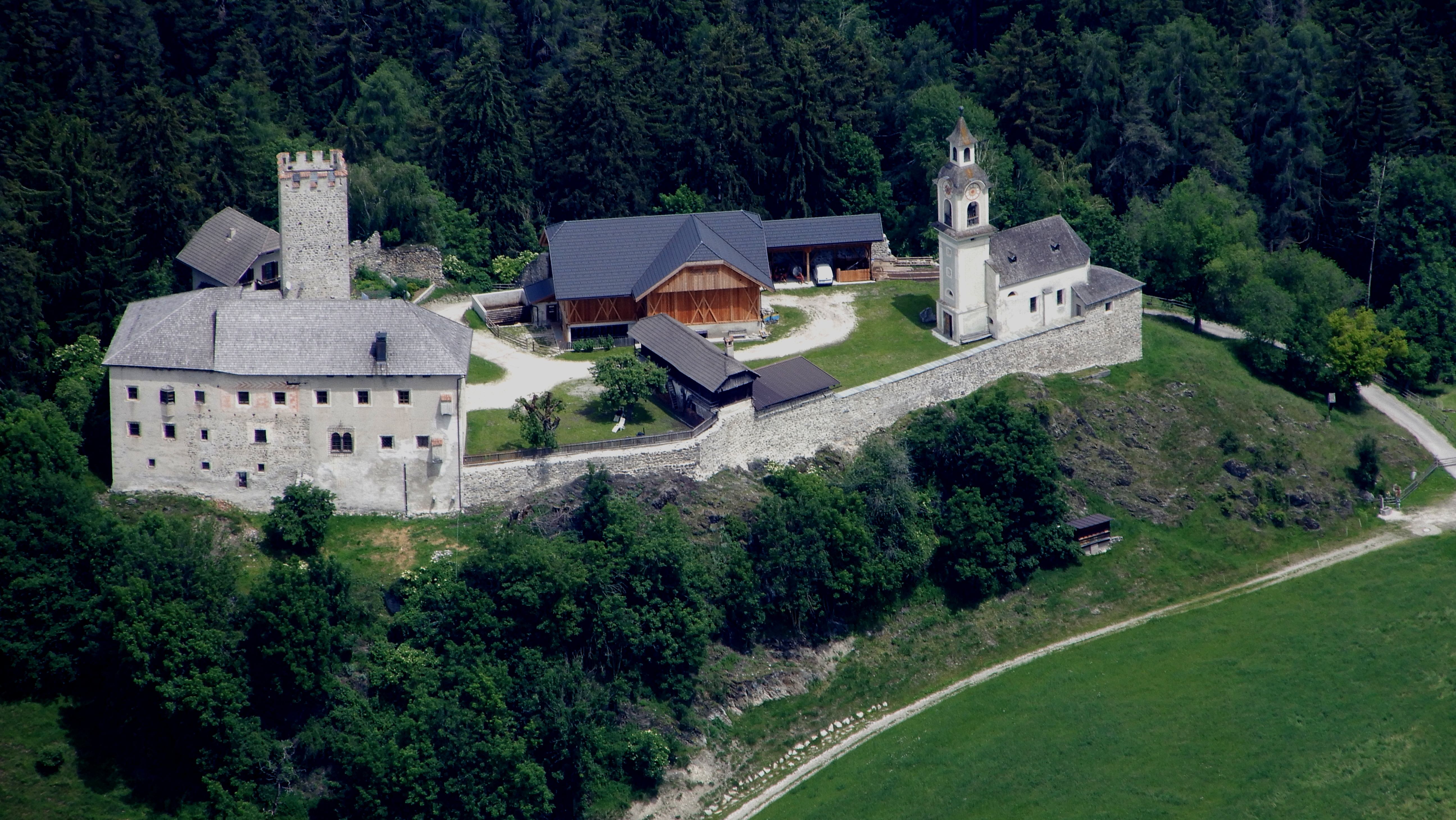
Il castello nel 2018

Castel Lamberto (in tedesco Lamprechtsburg) è un castello che si trova nel territorio di Lunes (Luns), una frazione del comune di Brunico, in Provincia di Bolzano.
Il castello è facilmente raggiungibile da Brunico in un'ora di passeggiata, eventualmente in macchina in pochi minuti dal centro abitato di Riscone; è anche visibile per un breve tratto dalla ferrovia della Val Pusteria.

## Storia

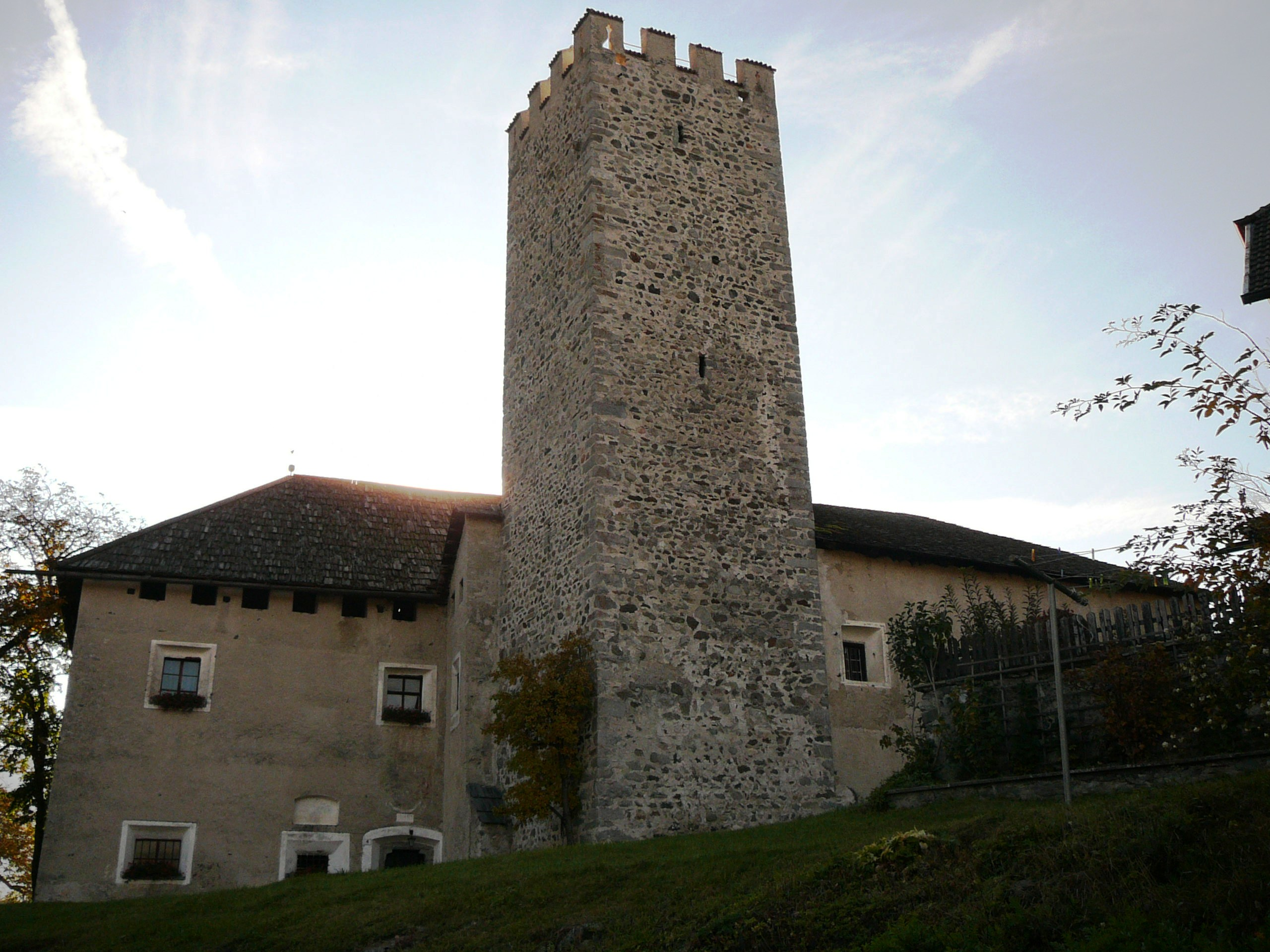
Vista del castello

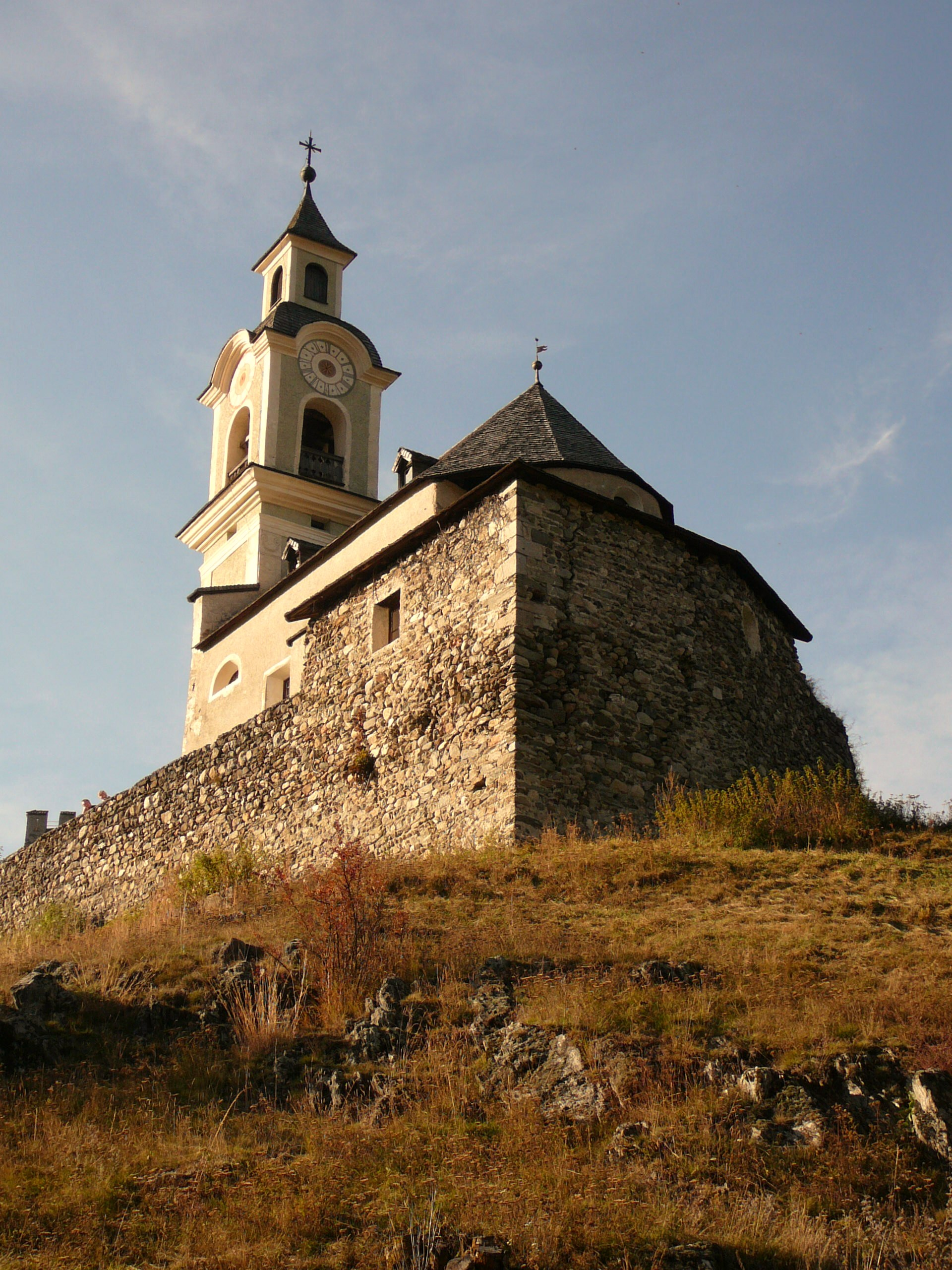
La cappella del castello

Il castello si trova sopra un picco che dà sulla stretta gola della Rienza in Val Pusteria, ad un'altezza di 990 m s.l.m.
Le prime notizie di questo insediamento si hanno di una "Curtis" (un podere) con cappella "ad S. Lantpertum" risalgono al 1090. L'attuale castello risale invece ai primi anni del XII secolo (Alberto di Rischon), ed era di proprietà dei Signori di Rischon, ministeriali dei Vescovi di Bressanone. Da allora essi si fecero chiamare Signori di Rischon e St. Lamprechtsburg.
Dopo l'estinzione di questa stirpe intorno al 1380, i vescovi diedero il castello in feudo a diverse famiglie, tra cui i Conti di Gorizia.
Durante la guerra di successione del Tirolo (ai tempi di Margarethe Maultasch) il castello fu conquistato e distrutto due volte: nel 1336 da Margravio Carlo (che successivamente divenne l'imperatore Carlo IV di Lussemburgo) e nel 1346 da Ludwig von Brandenburg.
Nel 1692 il vescovo di Bressanone diede il feudo a Johann Winkler von Colz zu Rubatsch, i cui discendenti rimasero in possesso del castello fino al 1811, quando passò in proprietà privata. Tra questi discendenti vi fu anche il noto Ambrosius Winkler zu Colz, l'ultimo prelato della Certosa di Senales (deceduto nel 1782). Nel 1812 i Colz vendettero il castello al sacerdote Josef Hauptmann, i cui eredi ne sono tuttora i proprietari.

## La cappella
La cappelletta del castello risale nella sua forma attuale al XVII secolo ed è stata restaurata nel 1962. È un santuario molto frequentato, dove fino ai tempi della prima guerra mondiale fu venerata anche la Santa Kummernus, invocata soprattutto dalle donne in difficoltà.